# 老城站 (斯德哥爾摩)
老城站（瑞典語：Gamla stan）是瑞典斯德哥尔摩地铁绿线和红线的一个车站，位于斯德哥爾摩老城西部的梅拉伦广场，车站建筑由马格纳斯·阿尔格伦设计，1957年11月24日投入使用，1998年增设艺术墙。本站是斯德哥尔摩地铁系统中客流量较大的车站之一，平均每个工作日的进出站人数逾20000人，同时也是城岛上唯一的地铁车站。

## 车站設計
本站位于老城西南部的地铁隧道出口暨桥隧相连处，地处中央大桥下方，设有2个岛式弯道站台和4条股道（自西向东分别编为1-4站台），站台层与地面平齐，平均海拔2.6米，站厅则位于站台下方。本站外侧两道（1、4道）为绿线，内侧两道（2、3道）为红线；北行列车停靠1、2站台，南行列车停靠3、4站台。
| 地面层   | 4站台                                | ●绿线列车往斯卡普納克／法斯塔灘／哈格塞特拉方向（斯鲁森站） |
| 地面层   | 島式月台，绿线右側開门、红线左側開门 |                                                             |
| 地面层   | 3站台                                | ●红线列车往諾斯堡／福然根方向（斯鲁森站）                   |
| 地面层   | 2站台                                | ●红线列车往羅普斯騰／墨比中心方向（地铁中央站）             |
| 地面层   | 島式月台，绿线右側開门、红线左側開门 |                                                             |
| 地面层   | 1站台                                | ●绿线列车往奧基索夫／阿維克／黑瑟碧灘方向（地铁中央站）     |
| 地下一层 | 站厅                                 | 换向通道                                                    |

- 老城站的站体
- C20型电动车组进站
- 车站装饰
- 出入口